# J.League Cup
J.League Cup là một giải đấu bóng đá Nhật Bản được tổ chức bởi J.League. Đây là giải đấu quốc nội chuyên nghiệp lâu đời nhất Nhật Bản. Nó còn được gọi là Yamazaki Nabisco Cup hay Nabisco Cup bởi công ty bánh kẹo Yamazaki Nabisco (nhượng quyền Nabisco Nhật Bản) đang là nhà tài trợ cho giải đấu bắt đầu từ 1992 này.
Giải đấu thường được coi tương đương như Cúp Liên đoàn của nhiều quốc gia khác như Football League Cup của Anh. Trước khi J. League Cup được tạo ra, Japan Soccer League cũ cũng có giải Japan Soccer League Cup từ mùa giải 1976.
Thể thức của giải đấu cũng được biến đổi theo từng năm phụ thuộc vào lịch thi đấu các trận đấu quốc tế của Thế vận hội hay World Cup.
Kể từ năm 2007, đội vô địch sẽ tham dự Suruga Bank Championship diễn ra vào mùa hè sau đó.

## Phần thưởng
- Vô địch: J. League Cup, Yamazaki Nabisco Cup, huy chương vô địch và 100 triệu yên
- Á quân: J. League Shield, huy chương á quân and 50 triệu yên
- Xếp thứ 3 (2 CLB): J. League Shield và 20 triệu yên cho mỗi đội

## Các trận chung kết
| Năm  | Vô địch             | Tỉ số            | Á quân              | Địa điểm thi đấu                                                   |
| ---- | ------------------- | ---------------- | ------------------- | ------------------------------------------------------------------ |
| 1992 | Verdy Kawasaki      | 1–0              | Shimizu S-Pulse     | Sân vận động Olympic Quốc gia                                      |
| 1993 | Verdy Kawasaki      | 2–1              | Shimizu S-Pulse     | Sân vận động Olympic Quốc gia                                      |
| 1994 | Verdy Kawasaki      | 2–0              | Júbilo Iwata        | Sân vận động Kỷ niệm Universiade Kobe                              |
| 1995 | Không diễn ra       | Không diễn ra    | Không diễn ra       | Không diễn ra                                                      |
| 1996 | Shimizu S-Pulse     | 3–3 (5–4 pen.)   | Verdy Kawasaki      | Sân vận động Olympic Quốc gia                                      |
| 1997 | Kashima Antlers     | 2–1 5–1 7–2 tổng | Júbilo Iwata        | lượt đi: Sân vận động Yamaha lượt về: Sân vận động bóng đá Kashima |
| 1998 | Júbilo Iwata        | 4–0              | JEF United Ichihara | Sân vận động Olympic Quốc gia                                      |
| 1999 | Kashiwa Reysol      | 2–2 (5–4 pen.)   | Kashima Antlers     | Sân vận động Olympic Quốc gia                                      |
| 2000 | Kashima Antlers     | 2–0              | Kawasaki Frontale   | Sân vận động Olympic Quốc gia                                      |
| 2001 | Yokohama F. Marinos | 0–0 (3–1 pen.)   | Júbilo Iwata        | Sân vận động Olympic Quốc gia                                      |
| 2002 | Kashima Antlers     | 1–0              | Urawa Red Diamonds  | Sân vận động Olympic Quốc gia                                      |
| 2003 | Urawa Red Diamonds  | 4–0              | Kashima Antlers     | Sân vận động Olympic Quốc gia                                      |
| 2004 | F.C. Tokyo          | 0–0 (4–2 pen.)   | Urawa Red Diamonds  | Sân vận động Olympic Quốc gia                                      |
| 2005 | JEF United Chiba    | 0–0 (5–4 pen.)   | Gamba Osaka         | Sân vận động Olympic Quốc gia                                      |
| 2006 | JEF United Chiba    | 2–0              | Kashima Antlers     | Sân vận động Olympic Quốc gia                                      |
| 2007 | Gamba Osaka         | 1–0              | Kawasaki Frontale   | Sân vận động Olympic Quốc gia                                      |
| 2008 | Oita Trinita        | 2–0              | Shimizu S-Pulse     | Sân vận động Olympic Quốc gia                                      |
| 2009 | F.C. Tokyo          | 2–0              | Kawasaki Frontale   | Sân vận động Olympic Quốc gia                                      |
| 2010 | Júbilo Iwata        | 5–3 (aet)        | Sanfrecce Hiroshima | Sân vận động Olympic Quốc gia                                      |
| 2011 | Kashima Antlers     | 1–0 (aet)        | Urawa Red Diamonds  | Sân vận động Olympic Quốc gia                                      |
| 2012 | Kashima Antlers     | 2–1 (aet)        | Shimizu S-Pulse     | Sân vận động Olympic Quốc gia                                      |
| 2013 | Kashiwa Reysol      | 1–0              | Urawa Red Diamonds  | Sân vận động Olympic Quốc gia                                      |
| 2014 | Gamba Osaka         | 3–2              | Sanfrecce Hiroshima | Sân vận động Saitama                                               |
| 2015 | Kashima Antlers     | 3–0              | Gamba Osaka         | Sân vận động Saitama                                               |
| 2016 | Urawa Red Diamonds  | 1–1 (5–4 pen.)   | Gamba Osaka         | Sân vận động Saitama                                               |
| 2017 | Cerezo Osaka        | 2–0              | Kawasaki Frontale   | Sân vận động Saitama                                               |
| 2018 | Shonan Bellmare     | 1–0              | Yokohama F. Marinos | Sân vận động Saitama                                               |

## Thành tích theo CLB
| Câu lạc bộ          | Vô địch | Á quân | Năm vô địch                        | Năm á quân             |
| ------------------- | ------- | ------ | ---------------------------------- | ---------------------- |
| Kashima Antlers     | 6       | 3      | 1997, 2000, 2002, 2011, 2012, 2015 | 1999, 2003, 2006       |
| Tokyo Verdy         | 3       | 1      | 1992, 1993, 1994                   | 1996                   |
| Júbilo Iwata        | 2       | 3      | 1998, 2010                         | 1994, 1997, 2001       |
| Gamba Osaka         | 2       | 3      | 2007, 2014                         | 2005, 2015,2016        |
| JEF United Chiba    | 2       | 1      | 2005, 2006                         | 1998                   |
| Kashiwa Reysol      | 2       | 0      | 1999, 2013                         |                        |
| F.C. Tokyo          | 2       | 0      | 2004, 2009                         |                        |
| Shimizu S-Pulse     | 1       | 4      | 1996                               | 1992, 1993, 2008, 2012 |
| Urawa Red Diamonds  | 2       | 4      | 2003,2014                          | 2002, 2004, 2011, 2013 |
| Yokohama F. Marinos | 1       | 1      | 2001                               | 2018                   |
| Oita Trinita        | 1       | 0      | 2008                               |                        |
| Shonan Bellmare     | 1       | 0      | 2018                               |                        |
| Kawasaki Frontale   | 0       | 4      |                                    | 2000, 2007, 2009,2017  |
| Sanfrecce Hiroshima | 0       | 2      |                                    | 2010, 2014             |

## Cầu thủ xuất sắc nhất trận đấu
| Năm  | Cầu thủ           | Câu lạc bộ          | Quốc tịch |
| ---- | ----------------- | ------------------- | --------- |
| 1992 | Miura Kazuyoshi   | Verdy Kawasaki      | Nhật Bản  |
| 1993 | Bismarck          | Verdy Kawasaki      | Brasil    |
| 1994 | Bismarck          | Verdy Kawasaki      | Brasil    |
| 1996 | Santos            | Shimizu S-Pulse     | Brasil    |
| 1997 | Jorginho          | Kashima Antlers     | Brasil    |
| 1998 | Kawaguchi Nobuo   | Júbilo Iwata        | Nhật Bản  |
| 1999 | Watanabe Takeshi  | Kashiwa Reysol      | Nhật Bản  |
| 2000 | Nakata Koji       | Kashima Antlers     | Nhật Bản  |
| 2001 | Enomoto Tatsuya   | Yokohama F. Marinos | Nhật Bản  |
| 2002 | Ogasawara Mitsuo  | Kashima Antlers     | Nhật Bản  |
| 2003 | Tanaka Tatsuya    | Urawa Red Diamonds  | Nhật Bản  |
| 2004 | Doi Yoichi        | F.C. Tokyo          | Nhật Bản  |
| 2005 | Tateishi Tomonori | JEF United Chiba    | Nhật Bản  |
| 2006 | Mizuno Koi        | JEF United Chiba    | Nhật Bản  |
| 2007 | Yasuda Michihiro  | Gamba Osaka         | Nhật Bản  |
| 2008 | Takamatsu Daiki   | Oita Trinita        | Nhật Bản  |
| 2009 | Yonemoto Takuji   | F.C. Tokyo          | Nhật Bản  |
| 2010 | Maeda Ryoichi     | Júbilo Iwata        | Nhật Bản  |
| 2011 | Osako Yuya        | Kashima Antlers     | Nhật Bản  |
| 2012 | Shibasaki Gaku    | Kashima Antlers     | Nhật Bản  |
| 2013 | Kudo Masato       | Kashiwa Reysol      | Nhật Bản  |
| 2014 | Patric            | Gamba Osaka         | Brasil    |
| 2015 | Ogasawara Mitsuo  | Kashima Antlers     | Nhật Bản  |
| 2016 | Tadanari Lee      | Urawa Red Diamonds  | Nhật Bản  |
| 2017 | Kenyu Sugimoto    | Cerezo Osaka        |           |

## Giải thưởng Anh hùng mới
Giải này được trao cho cầu thủ dưới 23 tuổi người có đóng góp lớn cho câu lạc bộ tại giải đấu. Giải được bầu chọn bởi các phóng viên bóng đá.

| Năm  | Cầu thủ            | Câu lạc bộ          |
| ---- | ------------------ | ------------------- |
| 1996 | Nanami Hiroshi     | Júbilo Iwata        |
| 1996 | Toshihide Saito    | Shimizu S-Pulse     |
| 1997 | Miura Atsuhiro     | Yokohama Flügels    |
| 1998 | Takahara Naohiro   | Júbilo Iwata        |
| 1999 | Sato Yukihiko      | FC Tokyo            |
| 2000 | Suzuki Takayuki    | Kashima Antlers     |
| 2001 | Sogahata Hitoshi   | Kashima Antlers     |
| 2002 | Tsuboi Keisuke     | Urawa Red Diamonds  |
| 2003 | Tanaka Tatsuya     | Urawa Red Diamonds  |
| 2004 | Hasebe Makoto      | Urawa Red Diamonds  |
| 2005 | Abe Yuki           | JEF United Chiba    |
| 2006 | Taniguchi Hiroyuki | Kawasaki Frontale   |
| 2007 | Yasuda Michihiro   | Gamba Osaka         |
| 2008 | Kanazaki Mu        | Oita Trinita        |
| 2009 | Yonemoto Takuji    | F.C. Tokyo          |
| 2010 | Takahagi Yojiro    | Sanfrecce Hiroshima |
| 2011 | Haraguchi Genki    | Urawa Red Diamonds  |
| 2012 | Ishige Hideki      | Shimizu S-Pulse     |
| 2013 | Saitō Manabu       | Yokohama F. Marinos |
| 2014 | Usami Takashi      | Gamba Osaka         |
| 2015 | Shuhei Akasaki     | Kashima Antlers     |
| 2016 | Yosuke Ideguchi    | Gamba Osaka         |
| 2017 | Takuma Nishimura   | Vegalta Sendai      |